# Winchester 1200

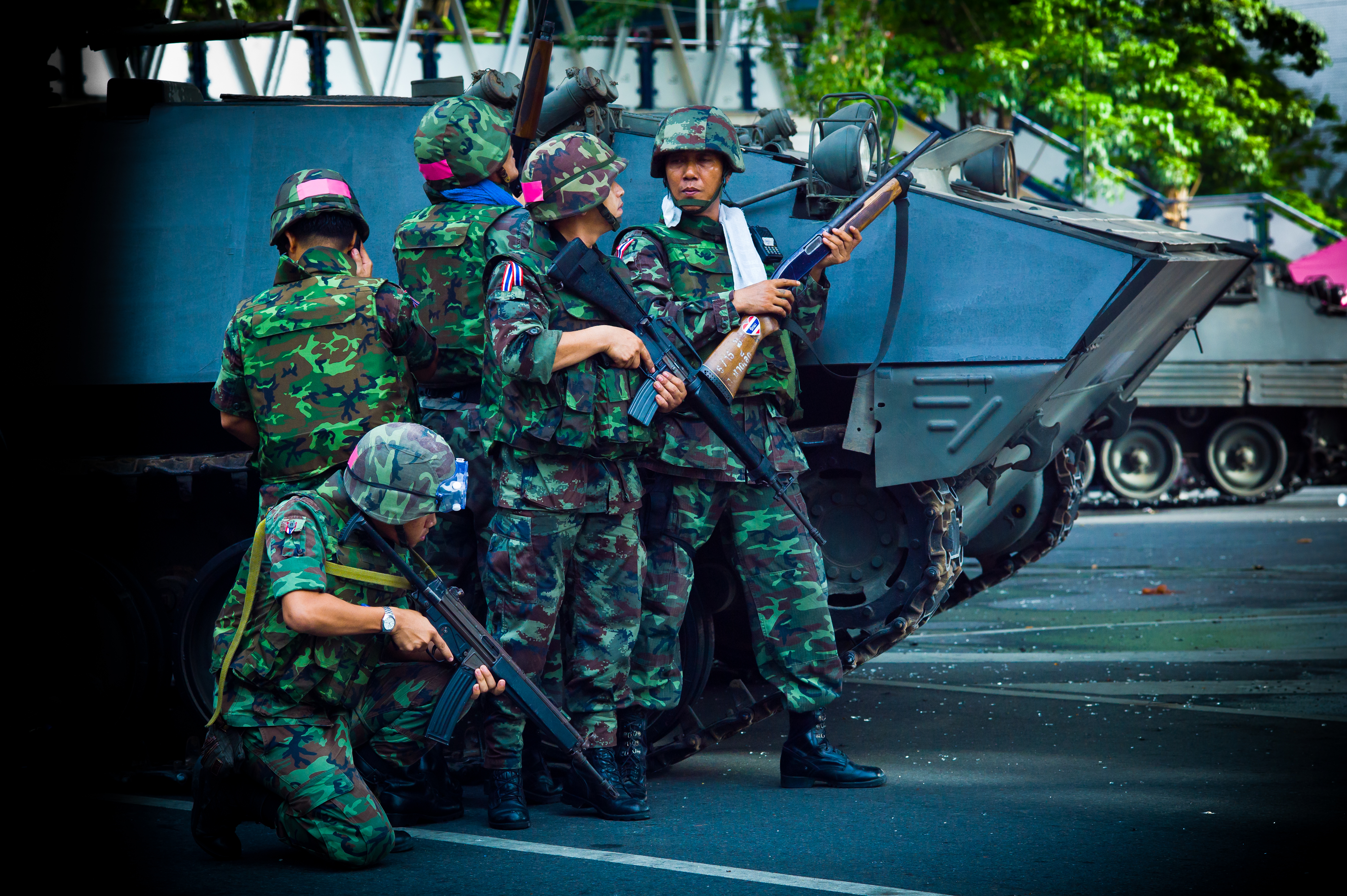
Le Winchester 1200 est utilisé ici par un soldat thaï (en arrière-plan près du blindé Type 85) lors des manifestations politiques de 2010. Les deux autres militaires thaïlandais sont armés d'un HK 33 (1er plan) et d'un M16A1 (2e plan).

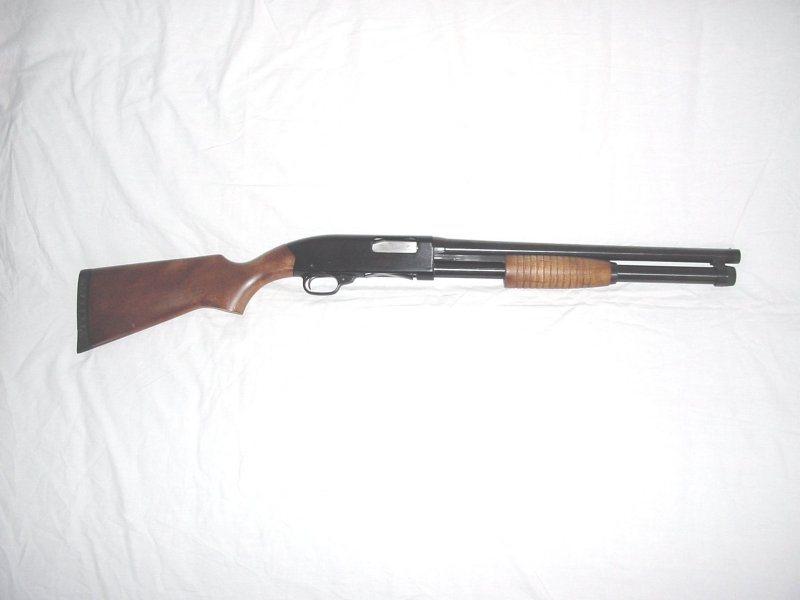
Winchester 1200 Defender

Le Winchester Modèle 1200 fut lancé en 1963 par Winchester pour remplacer le M12 dont les ventes s'essoufflaient. Pour ces mêmes raisons, il céda sa place vers 1980 au Winchester M1300.

## Présentation
Comme les modèles Winchester M97 et Winchester M12, il fut proposé en versions chasse (canon long), police/défense (Modèle Defender à canon court, magasin long avec crosse traditionnelle ou poignée-pistolet) et militaire (magasin court, manchon refroidisseur et tenon de baïonnette).

## Technique
Ce fusil à pompe est équipé d'un percuteur interne et d'un magasin tubulaire. C'est la rotation de la culasse qui en prenant appui sur la carcasse assure le verrouillage de l'arme. Le bouton de mise en sécurité de fusil est intégré au pontet. La fenêtre d'éjection est à droite du boîtier de carcasse tandis que le fond de ce dernier comprend la portière d'alimentation. La monture (crosse et pompe) est en noyer américain.

## Fiche technique
Version Police
- Munition : Calibre 12 Chambre 70 mm
- Longueur : 98,3 cm
- Canon : 46 cm
- Masse du fusil vide : 2,9 kg
- Magasin : 5 ou 7 cartouches {Defender)

Version chasse
- Munition : Calibre 12 ou Calibre 20
- Longueur : 102-128 cm
- Canon : 50-80 cm
- Masse du fusil vide : 2,99-3,74 kg
- Magasin : 2-5 cartouches selon le pays de vente

## Dans la culture populaire
Moins diffusé que le M1300, le Winchester M1200 est utilisée par des personnages des films suivants :
- La Cité de la violence (Citta Violenta) de Sergio Sollima.
- Mortelle Randonnée (dans les mains d'Isabelle Adjani) de Claude Miller.
- Ne réveillez pas un flic qui dort (dans les mains d'Alain Delon) de José Pinheiro.
- Vengeance froide (Heaven's Prisoners) de Phil Joanou.

### Sources & bibliographie
Cette notice est issue de la lecture des revues spécialisées de langue française suivantes :
- Cibles (Fr)
- Gazette des armes (Fr)
- Action Guns (Fr)
- Raids.